# Cyclothone alba
Cyclothone alba és una espècie de peix pertanyent a la família dels gonostomàtids.

## Descripció
- El mascle pot arribar a fer 2,9 cm de llargària màxima i la femella 3,4.
- 12-15 radis tous a l'aleta dorsal i 17-20 a l'anal.[6][7]

## Hàbitat
És un peix marí, mesopelàgic i batipelàgic que viu entre 25 i 4.938 m de fondària (normalment, entre 300 i 800). No fa migracions verticals diàries.

## Distribució geogràfica
Es troba a l'Atlàntic (des d'Islàndia fins a les regions tropicals i Sud-àfrica), el Pacífic occidental (el Japó, Papua Nova Guinea i Austràlia), el Pacífic sud-oriental (el Perú) i el mar de la Xina Meridional.

## Observacions
És inofensiu per als humans.